# ISO 9660
ISO 9660은 국제 표준화 기구(ISO)에서 제정한 CD-ROM 매체를 위한 파일 시스템 표준이다. 이 표준은 마이크로소프트 윈도우, OS X, 유닉스 계열 운영 체제를 비롯한 서로 다른 운영 체제에서 작동할 수 있도록 설계되었다. DVD에서도 ISO 9660 파일 시스템을 사용할 수 있으나 실제로는 ISO/IEC 13346 UDF가 큰 데이터에 더 적합하므로 더 많이 사용된다.
ISO 9660 형식으로 저장된 CD-ROM 이미지 파일은 보통 .iso 확장자를 사용한다.

## 역사
ISO 9660은 하이 시에라 포맷 파일 시스템에 그 뿌리를 두고 있다. 하이 시에라는 파일 정보를 연속된 레이아웃에 정리하여 계층적 트리 파일 시스템 구조를 이용, 비연속적인 접근을 최소화하였는데, 이는 UNIX, FAT과 비슷하다. 크로스 플랫폼 호환성을 이용하여 최소한의 공통 파일 특성 집합(디렉터리나 일반 파일, 기록 시간)과 이름 특성(이름, 확장, 버전)을 정의하며 각 파일에 대한 미래의 선택적 확장을 규정할 수 있는 별도 파일 시스템 사용 영역을 사용한다.
하이 시에라는 1986년에 변경 사항을 포함하여, Ecma 인터내셔널의 국제 표준 ECMA-119로 채택되었으며 ISO에도 제출하여 ISO 9660:1988로도 최종 수락되었다.
2013년 ISO는 ISO 9660 표준의 제1수정안을 출판하여 새로운 데이터 구조와 유연한 파일 이름 규칙을 도입하였는데, 이는 ISO 9660 및 널리 사용되는 Joliet 사양 간의 조화를 가져다 주는 것이 목적이다.

## 사양

### 전반적 구조
다음은 ISO 9660 파일 시스템의 대략적인 전반 구조이다.
| ISO 9660 파일 시스템        | ISO 9660 파일 시스템          |
| --------------------------- | ----------------------------- |
| 시스템 영역 (32,768 B)      | ISO 9660에 의해 사용되지 않음 |
| 데이터 영역                 |                               |
| 볼륨 서술자 집합            |                               |
| 경로 테이블, 디렉터리, 파일 |                               |

### 볼륨 서술자 집합
데이터 영역은 하나 이상의 볼륨 서술자의 집합으로 시작하며, 볼륨 서술자 집합 종단자로 종단한다.
| 볼륨 서술자 집합        |
| ----------------------- |
| 볼륨 서술자 #1          |
| ...                     |
| 볼륨 서술자 #N          |
| 볼륨 서술자 집합 종단자 |

볼륨 서술자 집합 종단자는 볼륨 서술자의 특별한 종류이며, 구조 집합의 끝을 표시하는 역할을 한다.

#### 볼륨 서술자
각 볼륨 서술자의 크기는 2048 바이트로, 싱글 모드 1 또는 모드 2 폼 1 섹터에 딱 들어맞는다. 이들은 다음의 구조를 가진다:
|      | ← 2,048 바이트 → | ← 2,048 바이트 →        | ← 2,048 바이트 →   | ← 2,048 바이트 → |
| ---- | ---------------- | ----------------------- | ------------------ | ---------------- |
| 경로 | 종류             | 식별자 (무조건 'CD001') | 버전 (무조건 0x01) | 데이터           |
| 크기 | 1 바이트         | 5 바이트                | 1 바이트           | 2,041 바이트     |

볼륨 서술자의 데이터 필드는 여러 필드로 나뉠 수 있다.
표준 볼륨 서술자 유형은 다음과 같다:
| 기본 볼륨 서술자 유형 | 기본 볼륨 서술자 유형                  |
| 유형 필드 값          | 유형                                   |
| --------------------- | -------------------------------------- |
| 0                     | 부트 레코드 볼륨 서술자                |
| 1                     | 프라이머리 볼륨 서술자                 |
| 2                     | 예비 볼륨 서술자 또는 강화 볼륨 서술자 |
| 3                     | 볼륨 파티션 서술자                     |
| 255                   | 볼륨 서술자 집합 종단자                |

## 같이 보기
- 가상 드라이브
- ISO 이미지